# محوطه کوه شهرو
محوطه کوه شهرویی مربوط به دوران‌های تاریخی پس از اسلام است و در شهرستان گچساران، روستای پشه کان واقع شده و این اثر در تاریخ ۱۲ تیر ۱۳۸۴ با شمارهٔ ثبت ۱۲۰۹۴ به‌عنوان یکی از آثار ملی ایران به ثبت رسیده است.